# Palo Gacho, Veracruz
Palo Gacho är en ort i Mexiko.   Den ligger i kommunen Tepatlaxco och delstaten Veracruz, i den sydöstra delen av landet, 250 km öster om huvudstaden Mexico City. Palo Gacho ligger 696 meter över havet och antalet invånare är 544.
Terrängen runt Palo Gacho är varierad, och sluttar österut. Runt Palo Gacho är det ganska tätbefolkat, med 155 invånare per kvadratkilometer. Närmaste större samhälle är Paso del Macho, 10,7 km sydost om Palo Gacho. Trakten runt Palo Gacho består till största delen av jordbruksmark.